# Velarifictorus tenepalpus
Velarifictorus tenepalpus är en insektsart som beskrevs av Sigfrid Ingrisch 1998. Velarifictorus tenepalpus ingår i släktet Velarifictorus och familjen syrsor. Inga underarter finns listade i Catalogue of Life.